# Fridolin Staub
Fridolin Staub (* 15. Januar 1735 in Glarus; † 18. Mai 1815 ebenda), reformiert, heimatberechtigt in Glarus, war ein Schweizer Unternehmer.

## Leben
Fridolin Staub, Sohn des Müllers Balthasar Staub sowie der Anna Margreth Heiz, war mehrere Jahre als Müller sowie Kornhändler tätig, bevor er 1774 in Glarus eine Weissgerbe sowie kurz vor 1795 am Giessen in der Abläsch gemeinsam mit seinem Sohn Heinrich  Heinrich (1767–1841) eine Zeugdruckerei errichtete. Nachdem in dem von seinem Sohn weitergeführten Unternehmen Fridolin Staub & Cie. in den ersten Jahren hauptsächlich Krappwaren entstanden, verlegte man seit 1820 die Produktion auf Türkischrotartikel. Nach der Liquidation des Unternehmens im Jahre 1857, ging das Areal sowie die Gebäulichkeiten in den Besitz der Druckfabrik Heinrich Brunner über. 
Fridolin Staub, der 1759 Katharina, die Tochter des Schuhmachers Balthasar Heiz, ehelichte, verstarb 1815 80-jährig in Glarus.